# Xã Pine, Quận Indiana, Pennsylvania
Xã Pine (tiếng Anh: Pine Township) là một xã thuộc quận Indiana, tiểu bang Pennsylvania, Hoa Kỳ. Năm 2010, dân số của xã này là 2.033 người.